# Nuraly Alip
Nuraly Alip, né le 22 décembre 1999 à Aqtaw, est un footballeur international kazakh, évoluant au poste de défenseur central au Zénith Saint-Pétersbourg.

## Carrière
Formé au Caspian où il débute en 2008, il rejoint en 2015 les jeunes du Kaïrat. En mars 2018, il rejoint l'équipe principale du club d'Almaty. Il joue son premier match le 11 mars contre Kyzylzhar, titularisé pour cette victoire 2-1. 
Il fait ses débuts en équipe nationale le 26 mars 2018 lors d'un match amical contre la Bulgarie entrant en jeu à la 92e minute.
En février 2022, Alip est prêté avec option d'achat au club russe du Zénith Saint-Pétersbourg jusqu'à la fin de l'année.

## Statistiques
| Saison                | Club                     | Championnat           | Championnat | Championnat | Coupe(s) nationale(s) | Coupe(s) nationale(s) | Compétition(s) continentale(s) | Compétition(s) continentale(s) | Compétition(s) continentale(s) | Total | Total |
| Saison                | Club                     | Division              | M.          | B.          | M.                    | B.                    | Comp.                          | M.                             | B.                             | M.    | B.    |
| 2018                  | Kaïrat Almaty            | D1                    | 15          | 0           | 4                     | 0                     | C3                             | 2                              | 0                              | 21    | 0     |
| 2019                  | Kaïrat Almaty            | D1                    | 20          | 0           | 1                     | 0                     | -                              | -                              | -                              | 21    | 0     |
| 2020                  | Kaïrat Almaty            | D1                    | 14          | 4           | 1                     | 0                     | C3                             | 2                              | 0                              | 17    | 4     |
| 2021                  | Kaïrat Almaty            | D1                    | 25          | 0           | 6                     | 0                     | C1+C3+C4                       | 4+2+7                          | 1+0+0                          | 44    | 1     |
| Sous-total            | Sous-total               | Sous-total            | 74          | 4           | 12                    | 0                     | -                              | 17                             | 1                              | 103   | 5     |
| 2021-2022             | Zénith Saint-Pétersbourg | D1                    | 10          | 0           | 2                     | 0                     | -                              | -                              | -                              | 12    | 0     |
| 2022-2023             | Zénith Saint-Pétersbourg | D1                    | 4           | 0           | 4                     | 0                     | -                              | -                              | -                              | 8     | 0     |
| Total sur la carrière | Total sur la carrière    | Total sur la carrière | 88          | 4           | 18                    | 0                     | -                              | 17                             | 1                              | 123   | 5     |

## Palmarès
Kaïrat Almaty
- Champion du Kazakhstan en 2020.
- Vainqueur de la Coupe du Kazakhstan en 2018 et 2021.

 Zénith Saint-Pétersbourg
- Champion de Russie en 2022 et 2023.
- Vainqueur de la Supercoupe de Russie en 2022.